# Breakdown (Shoreline Mafia)
Breakdown è un singolo del gruppo musicale statunitense Shoreline Mafia pubblicato il 3 maggio 2019.

## Tracce
1. Breakdown – 3:02